# Lee Jae-rock
Det här är en artikel om en person med koreanskt personnamn; Lee är familjenamnet.
Lee Jae-rock, även skrivet (transkriberat) som Lee Jae-rok och Lee Dzae-rok, född 20 april 1943 i Muan-gun, Södra Jeolla, död 31 december 2023, var en sydkoreansk pastor, grundare av megakyrkan Manmin Central Church, författare av kristen litteratur och dömd serievåldtäktsman.
Lee Jae-rock grundade kyrkan 1982. Namnet Manmin betyder "all skapelse, alla nationer, alla folk". Idag är det en av de största kyrkorna i Sydkorea, och finns även i andra länder. Andra kristna kyrkor i Sydkorea har dock tagit avstånd från Manminkyrkan.
Han skrev över 50 böcker om kristendom och andlighet, som har översatts till många olika språk.
I november 2018 dömdes han för 42 sexbrott. Han begick sexuella övergrepp och våldtog åtta kvinnor i sin församling, ett tiotal gånger, under en längre period. Alla kvinnorna var i 20-årsåldern, och hade vuxit upp i hans kyrka. Rätten fastslog att de inte kunde neka honom då de trodde att han hade gudomliga krafter. Åtminstone fem av offren kontaktade polis, tack vare MeToo-rörelsen. Pastorn dömdes till 15 års fängelse, 80 timmars terapi samt ett 10-årigt förbud att arbeta med minderåriga.
Lee Jae-rock dog den 31 december 2023 vid 80 års ålder.